# Гней Флавий
Гней Фла́вий (лат. Gnaeus Flavius; умер после 304 года до н. э.) — древнеримский юрист, сын вольноотпущенника, достигший высочайшего положения в Римской республике.
Флавий работал секретарём при консуле Аппии Клавдии. Это была гражданская работа, оплачивавшаяся из публичной казны. Должность позволила ему получить знания о римском праве, что традиционно считалось прерогативой знати. Флавий был первым человеком, сделавшим публичной информацию о легисакционном процессе (лат. legis actiones). Требования сделать понятным этот процесс были одним из важных требований плебеев в их противостоянии с патрициями в Римской республике. В 451 году до н. э. плебеи добились исполнения своих требований — римское право было кодифицировано в виде законов XII таблиц, что обеспечивало плебеям доступ к знанию законов. Однако, интерпретация законов по-прежнему оставалась прерогативой судей-патрициев.
В знак признания его заслуг, Гней Флавий в 304 году до н. э. был избран эдилом — ответственным за поддержание общественных зданий, закупку зерна и устройство праздников, одним из двух магистратов. Занятие такой должности было в то время неслыханным для сыновей вольноотпущенников. Его избрание привело к реформам, вынудившим предоставить бо́льшие избирательные права римским вольноотпущенникам. В качестве эдила Флавий также представил на Форуме проект календаря, включавшего указания на dies fasti — дней, в которые была разрешена деловая активность.
В 305 или 304 году до н. э., возможно, был народным трибуном.